# 八光信用金庫
八光信用金庫（はっこうしんようきんこ）は、かつて大阪府八尾市に本店があった信用金庫。愛称は「ハッコーしんきん」。
2005年（平成17年）2月14日、阪奈信用金庫と合併し、大阪東信用金庫となった。
なお、旧本店の建物（八尾市本町2-8-1）は、現在、大阪東信用金庫の本店営業部を経て、大阪シティ信用金庫の八尾営業部となっている。

## 沿革
- 1948年（昭和23年）10月8日 八尾市信用組合として設立
- 1951年（昭和26年） 信用金庫法制定により信用金庫に改組
- 1969年（昭和44年）4月 小阪信用金庫（1932年12月23日設立）と合併し、八光信用金庫に改称
- 1992年（平成4年）10月 経営破綻した東洋信用金庫から2店舗を譲り受ける
- 1997年（平成9年）11月4日 大阪産業信用金庫（1923年3月27日設立）を吸収合併
- 2005年（平成17年）2月14日 阪奈信用金庫と合併し、大阪東信用金庫となり、消滅